# Romulea phoenicia
Romulea phoenicia là một loài thực vật có hoa trong họ Diên vĩ. Loài này được Mouterde miêu tả khoa học đầu tiên năm 1953.